# Te Awa Kairangi / Hutt River
Der Te Awa Kairangi / Hutt River ist ein Fluss in der Region Wellington auf der Nordinsel von Neuseeland.

## Namensherkunft
Te Awa Kairangi war der ursprüngliche Name des Flusses, der ihm von den Ngāi Tara, dem ersten Stamm der Māori, der die Gegend besiedelte, vergeben wurde. Hutt River hingegen wurde er 1939 von Kapitän Edward Main Chaffers und Colonel William Wakefield genannt, die im September des Jahres im damals noch Port Nicholson genannten Wellington Harbour ankamen, um Siedlungsmöglichkeiten zu erforschen. Im November 2011 bekam der Fluss seinen Doppelnamen verliehen.

## Geographie
Der Te Awa Kairangi / Hutt River entsteht durch den Zusammenfluss des Western Hutt River  mit dem Eastern Hutt River, am südlichen Ende der Tararua Range. Auf seinem Weg zur Mündung in den Wellington Harbour, passiert der Fluss Upper Hutt City an der Nordwestseite der Stadt, um kurz danach durch Lower Hutt zu fließen und südöstlich vom Stadtteil Petone in den Wellington Harbour zu münden.
Als Nebenflüsse gelten der Mangaroa River, der bei Te Marua linksseitig seine Wässer zuträgt und der Akatarawa River, der rund 3,8 Flusskilometer weiter abwärts rechtsseitig von Norden kommt. Als letztes stößt weitere 4,8 km westsüdwestlich der Whakatikei River rechtsseitig hinzu.
- Te Awa Kairangi / Hutt River – 46 km
- Western Hutt River – 9,5 km – Quelle: 40° 57′ 59″ S, 175° 12′ 50″ O westlich der Tararua Range
- Eastern Hutt River – 11,5 km – Quelle: 40° 59′ 6″ S, 175° 17′ 59″ O zwischen Tararua Range und Marchant Range[4][1]

In den beiden Städten Upper Hutt City und Lower Hutt verläuft der New Zealand State Highway 2 parallel zum Fluss.

## Geologie
Nach dem Zulauf durch den Whakatikei River beginnt der Fluss einer nahezu geradlinigen Verwerfung zu folgen, der Wellington Fault. Die Verwerfung wird Schätzungen zur Folge alle 600 bis 1000 Jahre mit einem Beben der Stärke 7,5 aktiv. Das letzte größere Beben fand vor ungefähr 300 bis 400 Jahren statt.

## Trivia
Der oberer Teil des Flusslaufs im Kaitoke Regional Park diente als Drehort für Bruchtal in den Herr der Ringe Filmen.